# Primaire emissie
Een primaire emissie, beursgang of beursintroductie is de eerste keer dat een bedrijf zijn aandelen te koop aanbiedt aan het publiek via de effectenbeurs. Het belangrijkste doel van een emissie is het bijeenbrengen van kapitaal dat het bedrijf kan gebruiken voor investeringen en groei. Een (primaire) emissie levert geld op, maar de keerzijde is een hoeveelheid eisen waaraan een bedrijf moet voldoen wanneer het genoteerd wil zijn op de beurs.
Een primaire emissie slaat alleen op het voor het eerst uitgeven van de aandelen; elke volgende keer is een secundaire emissie. Voor een primaire emissie gelden aanvullende voorwaarden.

## Emissie
Bij het uitbrengen van aandelen in een primaire emissie zijn over het algemeen een of meer banken betrokken als uitgiftebegeleidende bank (Engels: underwriter). Het aandelen-uitgevende bedrijf spreekt met de uitgiftebegeleidende bank of met de coördinerende bank van het uitgiftebegeleidende syndicaat af dat zij de aandelen aan het publiek te koop aanbieden. De uitgiftebegeleidende banken zullen de mogelijke investeerders actief benaderen.
De begeleidende banken kunnen alleen hun kantoren en faciliteiten ter beschikking stellen aan het emitterende bedrijf. Het risico van de plaatsing ligt hier bij de ondernemer. Slaagt de emissie niet, dan worden minder aandelen dan aangeboden geplaatst en ontvangt het bedrijf minder geld dan verwacht. De banken kunnen ook dit risico overnemen, zij garanderen de plaatsing van alle aangeboden aandelen en vragen daarvoor een vergoeding. Als de plaatsing mislukt dan krijgt het bedrijf al zijn geld en blijven de niet-geplaatste aandelen achter bij de begeleidende banken.
De banken begeleiden het uitgevende bedrijf ook (samen met accountants en juridisch adviseurs) in het opzetten van het prospectus. Het prospectus is een uitgebreid document dat de emissie begeleidt, waarin het bedrijf zijn (financiële) situatie schetst en aangeeft wat de risico's zijn voor de bedrijfsvoering. Het prospectus wordt door de bank gebruikt voor haar werving van potentiële kopers. Het is een zorgvuldig samengesteld document. Fouten of onvolledigheden in het prospectus kunnen (zeker bij dalende koersen) leiden tot langdurige rechtszaken van gedupeerde beleggers.
De Europese wetgeving rondom de primaire emissie en het prospectus wordt strikter. De wetgeving in Europa wordt verder geüniformeerd, zie ook de Prospectus Directive uit 2003. De richtlijn heeft ten doel de beleggers te beschermen en de efficiëntie van de markt te waarborgen. In Nederland moet het prospectus zijn goedgekeurd door de Autoriteit Financiële Markten (AFM) en in België door de Autoriteit voor Financiële Diensten en Markten (FSMA). In de Verenigde Staten bestaat al uitgebreide wetgeving op dit vlak, zo moet het prospectus zijn goedgekeurd door de SEC voordat met de primaire emissie gestart kan worden.

## Prijsbepaling
Wanneer de emissie van start gaat, wordt veelal een prijsrange aangegeven. Het bedrijf en de begeleidende banken geven een indicatie tegen welke prijs het aandeel naar de beurs gaat. In de weken die daarop volgen, wordt de interesse bij de beleggers en investeerders gepeild en mede op basis hiervan uiteindelijk wordt de emissiekoers vastgesteld.
In het algemeen streeft de emittent om de aandelen licht onder hun geschatte waarde te verkopen. Dit moet potentiële kopers over de streep helpen. Direct na de primaire emissie zou dan de prijs van de aandelen stijgen, waardoor bij verkoop meteen winst kan worden gerealiseerd.
Het is dus belangrijk om de aandelen optimaal te prijzen. Bij een te lage prijs gaat de winst voor een groot deel naar de investeerders en is zo kapitaal dat door het bedrijf gemist is. Bij een te hoge prijs kan het voorkomen dat de banken de aandelen niet kwijtraken. En zelfs wanneer ze ze kwijtraken en de prijs daalt vervolgens direct na uitgifte, dan wordt het een slecht verhandelbaar aandeel en verliest het zo veel van zijn waarde.

## Internetzeepbel
De internetzeepbel aan het einde van de 20e eeuw werd gekenmerkt door veel primaire emissies, met name in de Verenigde Staten, maar ook in Japan en Europa. Veel bedrijven brachten hun aandelen naar de markt, aangelokt door de grote bedragen die daarmee binnengehaald konden worden. Oprichters werden in die tijd geregeld van de ene dag op de andere multimiljonair, werknemers konden door aan hen toegekende opties veel geld binnenhalen. Een groot voorbeeld hiervan zijn bedrijven zoals Apple Inc. en Microsoft, bij beide bedrijven leidde de eerste beursgang tot duizenden nieuwe miljonairs.